# José Alguer Micó
José Alguer Micó (Madrid, 1900-Barcelona, 1937) fue un catedrático y jurista español.

## Biografía
Nacido en Madrid, el 10 de marzo de 1900. El padre, José Alguer Herrera, abogado, viudo de Emilia García, con 40 años de edad en el momento del nacimiento, era natural de Málaga. La madre Carmen Micó España, de 20 años, madrileña de estirpe aristocrática. En 1919 recibió el título de abogado en la Universidad Central. A comienzos de la década de 1920 se graduó como Licenciado en Derecho, en la Universidad de Madrid. El 25 de marzo de 1927 obtuvo el grado de doctor en Derecho por la Universidad Central.
En 1931 ejerció como auxiliar de Derecho Procesal en la Universidad de Barcelona. Para mediados de octubre de ese mismo año, el Ministerio le otorgó una gratificación por el desempeño de la auxiliaría. En 1933 fue nombrado auxiliar temporal de Derecho Civil y Mercantil y después catedrático de Derecho Civil de la Universidad de Murcia. Un año después fue nombrado como catedrático numerario de Derecho Civil de la Universidad de Barcelona. En diciembre fue operado en la Clínica Pujol de cólico nefrítico. El 14 de marzo de 1936 fue declarado vicedecano de la facultad de Derecho. El 18 de agosto de ese mismo año fue nombrado decano comisario de la Facultad de Derecho y Ciencias Económicas y Sociales de la Universidad de Cataluña, en reemplazo de Don José María Trías de Bes. También fue declarado director del Seminario de Derecho Civil.
Alguer Micó estuvo ligado a la Academia de Jurisprudencia y Legislación de Barcelona. Tuvo como discípulo al destacado jurista y miembro de la Real Academia de Jurisprudencia y Legislación, Juan Berchmans Vallet de Goytisolo.
Murió en la ciudad de Barcelona, España, el 25 de agosto de 1937. En el Diccionario de Juristas de Cataluña y del Rosellón aparece una biografía (semblanza) sobre Alguer Micó y de otros juristas de la época, donde se resalta la importa de la doctrina jurídica en Cataluña.

## Obra
- 1926: Tratado de la Avería común, según la historia, la teoría, el derecho positivo y las reglas de York y Amberes de 1924. Por … con un prólogo de Don Pedro Horn y Baus. Barcelona, Santiago Vives, XI + 503 pp.
- 1926: La cláusula de exoneración de responsabilidad de los armadores, en El Eco del Seguro.
- 1928: El concepto de la buena fe en la génesis y en la técnica del derecho privado, Barcelona, Impta. Casanovas, 69 pp.
- 1932: Iniciación e interrupción de la prescripción”, en Revista Jurídica de Cataluña, abril, mayo y junio.
- 1935-1936: Para la crítica del concepto de precontrato, en Revista de Derecho Privado, Madrid, octubre, noviembre y diciembre de 1935 y enero de 1936.